# Władysław Żesławski
Władysław Żesławski (ur. 25 maja 1915 w  Wałkonowach Górnych, zm. 30 marca 1983) – polski literat, scenarzysta oraz radiowiec.

## Życiorys
W latach 1925–1936 uczył się w Gimnazjum im. H. Sienkiewicza w Częstochowie. Po maturze studiował na Wydziale Prawa Uniwersytetu Warszawskiego, równolegle pracując w fabryce tektury w Natalinie k. Poraja. Uczestnik kampanii 1939 roku, podczas okupacji – w AK, miał konspiracyjny pseudonim Grzegorz. W 1945 podjął pracę w powstającym w Częstochowie dzienniku „Głos Narodu”, organizował też Oddział Kielecki Związku Zawodowego Dziennikarzy. Od 1951 przez 27 lat redaktor działu literackiego Polskiego Radia w Warszawie. Autor ok. 560 reportaży, 400 audycji, 27 słuchowisk. Był jednym z pomysłodawców i współtwórcą powieści radiowej Matysiakowie (wraz z Jerzym Janickim i Stanisławem Stampf’lem). Od 1956 był stałym scenarzystą tego słuchowiska, samodzielnie opracował blisko 400 odcinków. Pomysłodawca inicjatyw społecznych, m.in. dzięki jego inicjatywie powstał w Warszawie „Dom Matysiaków” dla samotnych seniorów. Również autor szeregu felietonów i wspomnień dla częstochowskiej prasy.
Pochowany na Cmentarzu Komunalnym Północnym w Warszawie (kwatera W-VIII-7-13-16).